# Fairburn (Geòrgia)
Fairburn és una població dels Estats Units a l'estat de Geòrgia. Segons el cens del 2000 tenia 5.464 habitants.

## Demografia
Segons el cens del 2000, Fairburn tenia 5.464 habitants, 1.879 habitatges, i 1.416 famílies. La densitat de població era de 289,8 habitants/km².
Dels 1.879 habitatges en un 37,1% hi vivien nens de menys de 18 anys, en un 51% hi vivien parelles casades, en un 18,4% dones solteres, i en un 24,6% no eren unitats familiars. En el 19,7% dels habitatges hi vivien persones soles el 7% de les quals corresponia a persones de 65 anys o més que vivien soles. El nombre mitjà de persones vivint en cada habitatge era de 2,85 i el nombre mitjà de persones que vivien en cada família era de 3,26.
Per edats la població es repartia de la següent manera: un 27,3% tenia menys de 18 anys, un 10,1% entre 18 i 24, un 30,7% entre 25 i 44, un 20,6% de 45 a 60 i un 11,5% 65 anys o més.
L'edat mediana era de 33 anys. Per cada 100 dones de 18 o més anys hi havia 92 homes.
La renda mediana per habitatge era de 39.679 $ i la renda mediana per família de 42.219 $. Els homes tenien una renda mediana de 32.708 $ mentre que les dones 28.940 $. La renda per capita de la població era de 18.898 $. Entorn del 6,1% de les famílies i el 7,7% de la població estaven per davall del llindar de pobresa.

## Poblacions més properes
El següent diagrama mostra les poblacions més properes.